# Чёрная (приток Вобли)
Чёрная — река в Московской области России, левый приток Вобли.
Длина — 12 км.
Протекает в восточном направлении по территории Луховицкого района.
Берёт начало у деревни Асошники, расположенной у границы с Коломенским районом. В верховьях протекает по южной окраине огромного бора на правобережье Оки между городом Коломной и городом Луховицы, в черте которого проходит среднее течение. На этом отрезке река сильно загрязнена. Впадает в Воблю к северу от села Подлесная Слобода.
Питание в основном происходит за счёт талых снеговых вод. Замерзает в ноябре — начале декабря, вскрывается в конце марта — апреле.